# Bengtsfors kommunblock
Bengtsfors kommuneblok var en  kommuneblok i det daværende Älvsborgs län (nu i Västra Götalands län). Kommuneblokken blev oprettet i 1964 og nedlagt i 1977.
Som en forberedelse til kommunalreformen i 1971 blev Sveriges daværende 1.006 kommuner grupperede i 282 kommuneblokke med virkning fra 1. januar 1964.
Bengtsfors kommuneblok bestod af de nuværende kommuner Dals-Eds kommun og Bengtsfors kommun.
De fleste kommuneblokke blev nedlagte ved udgangen af 1973, men Bengtsfors kommuneblok bestod frem til udgangen af 1977. 